# Platyrrhinus helleri
Platyrrhinus helleri är en fladdermusart som först beskrevs av Peters 1866.  Platyrrhinus helleri ingår i släktet Platyrrhinus och familjen bladnäsor. IUCN kategoriserar arten globalt som livskraftig. Inga underarter finns listade i Catalogue of Life. Wilson & Reeder (2005) skiljer mellan två underarter.
Artepitet i det vetenskapliga namnet hedrar den amerikanska zoologen Edmund Heller.

## Utseende
Denna fladdermus blir 50 till 66 mm lång och saknar synlig svans. Den har 35 till 41 mm långa underarmar, 9 till 14 mm långa bakfötter och 15 till 19 mm långa öron. Artens vingspann är 290 till 330 mm och vikten varierar mellan 13,2 och 18,9 g. De vita strimmorna i ansiktet ovanför och nedanför ögonen är allmänt tydligare än hos andra släktmedlemmar. Platyrrhinus helleri avviker även genom olikartad konstruerade detaljer av tänderna. Pälsen på ovansidan är brunaktig och det finns en längsgående vit linje på ryggens mitt. Dessutom är den mörkbruna till svarta flygmembranen delvis täckt med hår. Den del av flygmembranen som ligger mellan bakbenen är nästan naken förutom en hårig kant. Denna fladdermus har i varje käkhalva 2 framtänder, 1 hörntand, 2 premolarer och 3 molarer. På nedre läppen förekommer en rad med vårtor. Hudfliken på näsan (bladet) består av en rund skiva och ett spjutformigt utskott.

## Utbredning
Arten förekommer i Central- och Sydamerika från södra Mexiko till Bolivia och till den brasilianska delstaten São Paulo. Den lever i låglandet och i bergstrakter upp till 1500 meter över havet. Platyrrhinus helleri föredrar fuktiga landskap som städsegröna skogar eller fuktiga lövfällande skogar. Den hittas även i mera torra områden inklusive odlingsmark.

## Ekologi
Denna fladdermus äter främst frukter. Antagligen kompletteras födan med några insekter. Ett par eller en mindre flock vilar i träd, i grottor, i tunnlar eller i byggnader. Ungarna föds i början av regntiden. Vid olika studier har arten fångats vid trädens kronor eller tätt över vattendrag.
Individerna lämnar viloplatsen vid skymningens början.

## Bildgalleri

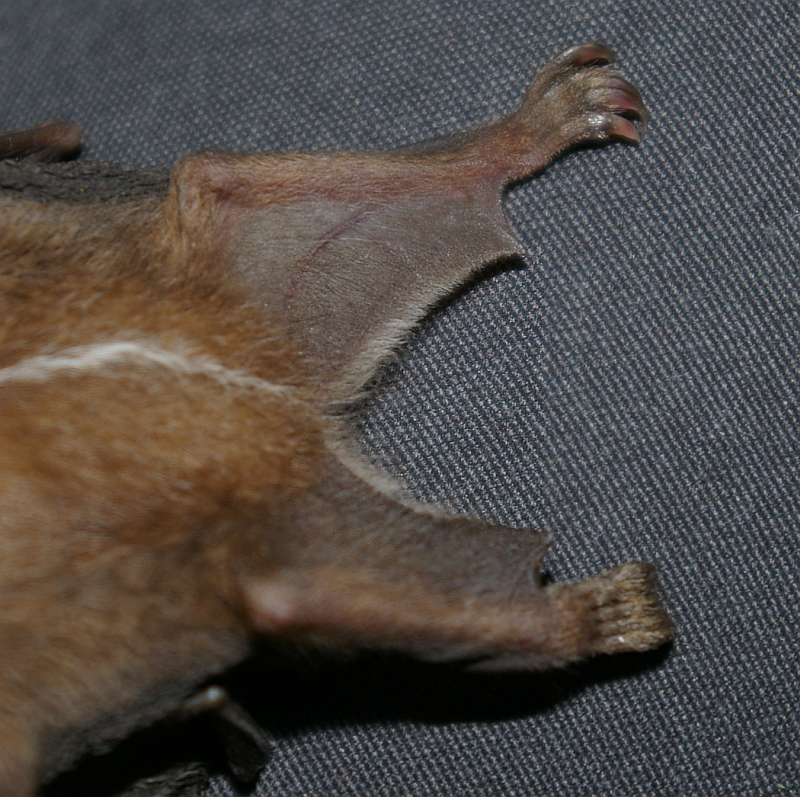
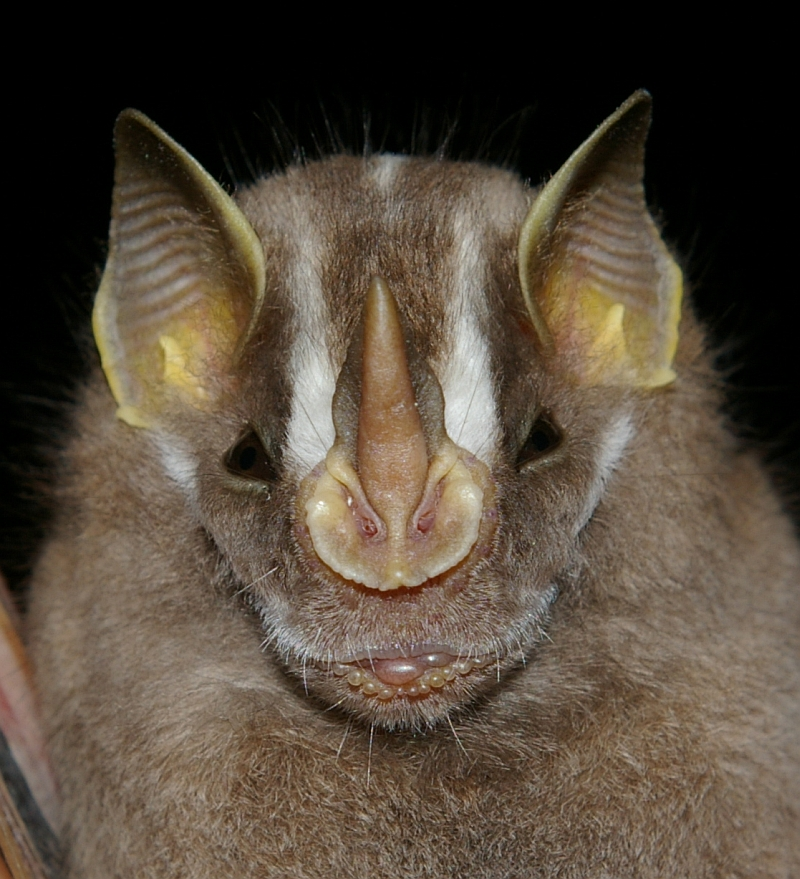